# プリンセス (ミスコンテスト)
Princess（プリンセス）は、株式会社プリンセスの運営する全国で行われているミス・コンテスト。
以前は「プリカン」と称して関西で催されたミスコンテスト「プリンセス関西」の略称と愛称であったが、全国展開するにつれて「プリンセス」が運営会社名および運営するミスコンの総合的な名称となった。ミスコンの名称は プリンセス○○（○○は地名）と称し、愛称も2012年から「プリンセス」に改称された。

## 概要
2007年当時関西にあまりミスコンがなかったことから、当時の現役大学生らが「女子大生の輝ける場の創造」をコンセプトに前身となるプリンセス関西を発足させた。 第1回目のファイナリストからは青山郁代（ミュージカル女優）、山村紘未（モデル）、吉村優（アナウンサー）、 津田麻莉奈（アイドル）などを輩出。第1回目のファイナリストが活躍したこととそれまで関西の大学でミスコンがあまりなかったことから関西を中心に話題となる。
2008年から AFA株式会社 の主催となり、グランプリを受賞した松尾亜衣を筆頭に受賞者がテレビ・新聞・雑誌・イベントに出演したり、映画や企業とのタイアップもするようになった。2008年から2009年は関西唯一のメジャーレーベルのレコード会社GIZA studioが協賛しており、B'zの稲葉浩志がプロデュースを担当して当時現役立命館大学大学生であった宇浦冴香がテーマソング「現在進行形」を歌い話題となる。また大ヒットとなった映画「ハンサム★スーツ」ともタイアップして、ファイナリスト15名が参加した舞台挨拶の様子が翌日のワイドショーで報道された。
2009年にプリンセスモデルズというモデル事業も始まり、コンテストで人材を発掘するだけでなく、発掘した人材を育てることも始めている。この年のフィナーレの様子は多くのメディアで報道された。またミス慶応とも比較されて、これを機に関西でも今後アナウンサーの輩出が増えるのではという期待が高まった。
2010年からは高校生や社会人など、大学生以外の一般の応募も可能になった。
全国展開を掲げており、2010年から東海地区でプリンセス名古屋、2011年には関東地区でプリンセス東京がスタートした。2011年には運営会社である AFA株式会社 が 株式会社プリカン に社名変更し、新たな開催地区としてプリンセス横浜、プリンセス京都、プリンセス神戸が追加された。
2012年からは『プリンセス』と改称され、全国のグランプリ・準グランプリの中から頂点を選ぶP-1グランプリもスタートした。また新たな開催地区としてプリンセス北海道、プリンセス仙台、プリンセス福岡、プリンセス沖縄が追加された。
2013年に 株式会社プリカン から 株式会社プリンセス に事業運営を譲渡された。

## 沿革
2007年9月 - プリンセス関西発足
2010年 - プリンセス名古屋発足
2011年 - プリンセス東京発足
2011年 - プリンセス関西がプリンセス大阪に改称
2011年 - プリンセス横浜、プリンセス京都、プリンセス神戸発足
2012年 - P-1グランプリ2012開催
2012年 - プリンセス札幌、プリンセス仙台、プリンセス福岡、プリンセス沖縄発足

## 表彰項目
- グランプリ
- 準グランプリ
- 特別賞
- PV賞
- スポンサー賞

## 活躍しているOG
- 青山郁代（2007年関西・グランプリ、女優）
- 津田麻莉奈（2007年関西・ファイナリスト、アイドル）
- 吉村優（2007年関西・ファイナリスト、アナウンサー）
- 築山可奈（2007年関西・ファイナリスト、タレント）
- koppy（2007関西・特別賞、タレント、漫画家）※本名の小平舞で出場
- 松尾亜衣（2008年関西・グランプリ）
- 齋藤理沙（2009年関西・グランプリ）
- 西村渚（2009年準関西・グランプリ）
- 横田亜美（2010年名古屋・準グランプリ）
- 津田亜矢子（2010年関西・準グランプリ、モデル）
- 鴨池彩乃（2010年関西・特別賞、声優）
- 清水沙也佳（2010年関西・CASEMAN賞、歌手）
- 谷口紗知代（2010年関西・ファイナリスト、アイドル）
- 高井友里（2011年名古屋・グランプリ）
- 井原ひかり（2011年大阪・グランプリ）
- 床田菜摘（翔月なつみ）（2011年大阪・ファイナリスト、プロレスラー）
- 田中梨乃（2011年大阪・準グランプリ、レースクイーン）

## 過去に出演したゲスト
イベント毎に芸能人がゲスト出演している。
- 2007年：芦田ないる
- 2008年：奥田順子、ダイノジ、ガリガリガリクソン
- 2009年：磯山さやか、土岐田麗子、天津
- 2010年：トリンドル玲奈
- 2011年：加藤夏希[16]、小倉優子、木下優樹菜、ダイアン

## メディアへの露出

### テレビ
- 「ロンドンハーツ」(EX)
- 「銭形金太郎」(EX)
- 「KTVニュース」(KTV)
- 「くるくるリクエスト」(Music Japan TV)
- 「DRESS」(MBS)
- 「よゐこぶ」(MBS)
- 「よしもとサイエンスツアー」(MBS)
- 「麒麟の部屋」(MBS)
- 「全力が～る」(MBS)
- 「MU-GEN」（チバテレ）
- 「チュートリアルのチューして!」(KTV)
- 「鉄筋base」(KTV)
- 「チュートリアル×ブラックマヨネーズ　天下取り宣言2011」(KTV)[17]

### 雑誌
- 「JJ (雑誌)」（光文社）
- 「FLASH」（光文社）
- 「週刊プレイボーイ」（集英社）

### 映画
- 「ハンサム★スーツ」
- 「THE 4TH KIND フォース・カインド」
- 「プリンセスと魔法のキス」[18]

### イベント
- 「ビールデンウィーク2009」※現「東京ビアパラダイス2010」
- 「Girls Open Mode」（Music Japan TV）
- 「5upよしもと海の家＠須磨海浜公園」

## タイアップ
様々な企業・団体とタイアップして個性的な企画を実施している。
- 祇園祭・浴衣ファッションショー[19]
- マイナビ・エニアグラム診断[20] - 公式サイト上で心理テストをして相性のいいプリンセスが見つかるサービス。
- CASEMAN受賞者インタビュー - 関西、名古屋の受賞者がCASEMANを利用した様子が掲載された[21]。
- 「JAPAN T-SHIRTS BRANDS TOP 100」（雑誌） - プリンセス関西2008のファイナリストがモデルとして全ページに登場している。
- プリカン×デイリースポーツprsents「海の家スペシャルイベント」 - 5upよしもと海の家にプリカン候補が水着で登場した[22]。
- 日刊スポーツ・お天気お姉さん企画 - 日刊スポーツコムのお天気コーナーにプリンセスが登場した。
- 日刊スポーツ・秋のGI企画 『美女のインスピレーション!プリンセス関西の候補者に乗れ!』 - 日刊スポーツ紙面にプリンセスが登場して秋のG1レースを予想した。
- ハロウィン特別企画「コスプリ」 - プリンセス関西2010セミファイナリスト40名が仮装してネット上でコンテストを行った[23]。
- 「ハンサム★スーツ」（映画） - プリンセス関西2008ファイナリスト15名がプレミアム試写会の舞台挨拶に登場した。
- 「THE 4TH KIND フォース・カインド」（映画）
- 「プリンセスと魔法のキス」（映画）[18]

## 備考
- 2008年と2009年は事務所所属者のエントリーを禁止していたが、2010年度より再び解禁した。
- 2009年まではプリンセス大阪、プリンセス京都、プリンセス神戸があり、それぞれ所属する大学の地区ごとに二次選考（ネット投票）の予選が行われていた[24]。2010年度以降、この予選形式は行われていない。
- プリンセス関西2010終了後、東スポモバイルに「プリンセス関西2010グランプリは「巨乳」同志社大生 関西最大のミスコンで準グランプリは社会人」と書かれた[25]。
- 賞の重複を認めており、被ることもある。特にPV賞はダブル受賞となることが多い[26]。